# Dolichopeza (Nesopeza) microdonta
Dolichopeza (Nesopeza) microdonta is een tweevleugelige uit de familie langpootmuggen (Tipulidae). De soort komt voor in het Oriëntaals gebied.